# HD129189
HD129189 — хімічно пекулярна зоря спектрального класу B9, що має видиму зоряну величину в смузі V приблизно  8,6.
Вона  розташована на відстані близько 563,3 світлових років від Сонця.

## Пекулярний хімічний склад
Зоряна атмосфера HD129189 має підвищений вміст 
Cr
.